# Trasporti in Qatar
Questa voce raccoglie le principali tipologie di Trasporti in Qatar.

## Trasporti su rotaia

### Rete ferroviaria
La ferrovia è inesistente.

### Reti metropolitane
Nella capitate Doha è attiva una rete metropolitana composta da tre linee, aperte nel 2019.

### Reti tranviarie
Nella città di Lusail è attiva una linea tranviaria aperta nel 2022.

## Trasporti su strada

### Rete stradale
In totale: 1.230 km (dati 1996)
- asfaltate: 1.107 km
- bianche: 123 km.

### Reti filoviarie
I filobus non sono presenti.

### Autolinee
Nella capitale del Qatar, Doha, ed in altre zone abitate esistono aziende pubbliche e private che gestiscono trasporti urbani, suburbani ed interurbani esercitati con autobus.

## Porti e scali

### Sul Golfo Persico
- Doha
- Halul Island
- Umm Sa'id

## Trasporti aerei

### Aeroporti
In totale: 4 (dati 2006)
- Scalo internazionale: Doha

a) con piste di rullaggio pavimentate: 2
- oltre 3047 m: 2
- da 2438 a 3047 m: 0
- da 1524 a 2437 m: 0
- da 914 a 1523 m: 0
- sotto 914 m: 0

b) con piste di rullaggio non pavimentate: 2
- oltre 3047 m: 0
- da 2438 a 3047 m: 0
- da 1524 a 2437 m: 0
- da 914 a 1523 m: 1
- sotto 914 m: 1.

### Eliporti
In totale: 1 (dati 1999)